# Чаугачха
Чаугачха (бенг. চৌগাছা, англ. Chaugachha) — город на западе Бангладеш, административный центр одноимённого подокруга. Площадь города равна 7,87 км². По данным переписи 2001 года, в городе проживало 9835 человек, из которых мужчины составляли 52,14 %, женщины — соответственно 47,86 %. Уровень грамотности населения составлял 37 % (при среднем по Бангладеш показателе 43,1 %). 